# Дешат
Дешат (на албански: Deshat или Mali i Deshatit) е гранична планина между Северна Македония и Албания. 

## Географска характеристика
Планината е разположена в посока север – юг и най-високият ѝ връх е Веливар (Вели връх) – 2375 метра. По билото на планината минава западната граница на географската област Македония и тя е част от веригата Шар, Кораб, Дешат, Стогово и Караорман. В източното подножие на Дешат в Северна Македония по долното течение на река Радика е разположена областта Мала река, а на запад и юг (в Албания и Северна Македония) е Дебърското поле. Река Радика отделя на юг Дешат от планината Стогово.
Повечето географи разглеждат двете малки планини Дешат и Кърчин като един масив и в повечето географски карти са дадени под общото име Дешат. В Република Северна Македония битува схващането, че са отделни и в такъв случай Дешат като отделна планина се ограничава от седловината Дешат (2976 m) на север и седловината Кърчин (2115 m) на юг, а двухилядниците по продължаващото на юг главно било на масива: Голем Кърчин (2341 метра), Мал Кърчин (2174), Цървена плоча (2107) биха останали в планината Кърчин.
Цялостно масивът обхваща площ от около 170  km2, като от тях 59% са в Северна Македония, а 41% – в Албания.
През плейстоцена високите части на планината са били заледени. Доказателство за това са фосилни циркуси и морени. В циркусите са образувани малки езера с ледников произход, пет от които са на македонска територия, в басейна на Радика. Най-голямо е езерото Локув с площ от 4000 m2, в североизточния дял на планината. Над горския пояс са разположени високопланински пасища.
Част от македонската територия на Дешат е включена в Националния парк „Маврово“.